# Casa de Juan Antonio Lavalleja
La Casa del General Juan Antonio Lavalleja es una de las sedes del Museo Histórico Nacional y se encuentra ubicada sobre la calle Zabala 1469, entre 25 de Mayo y Cerrito, en la Ciudad Vieja de Montevideo.

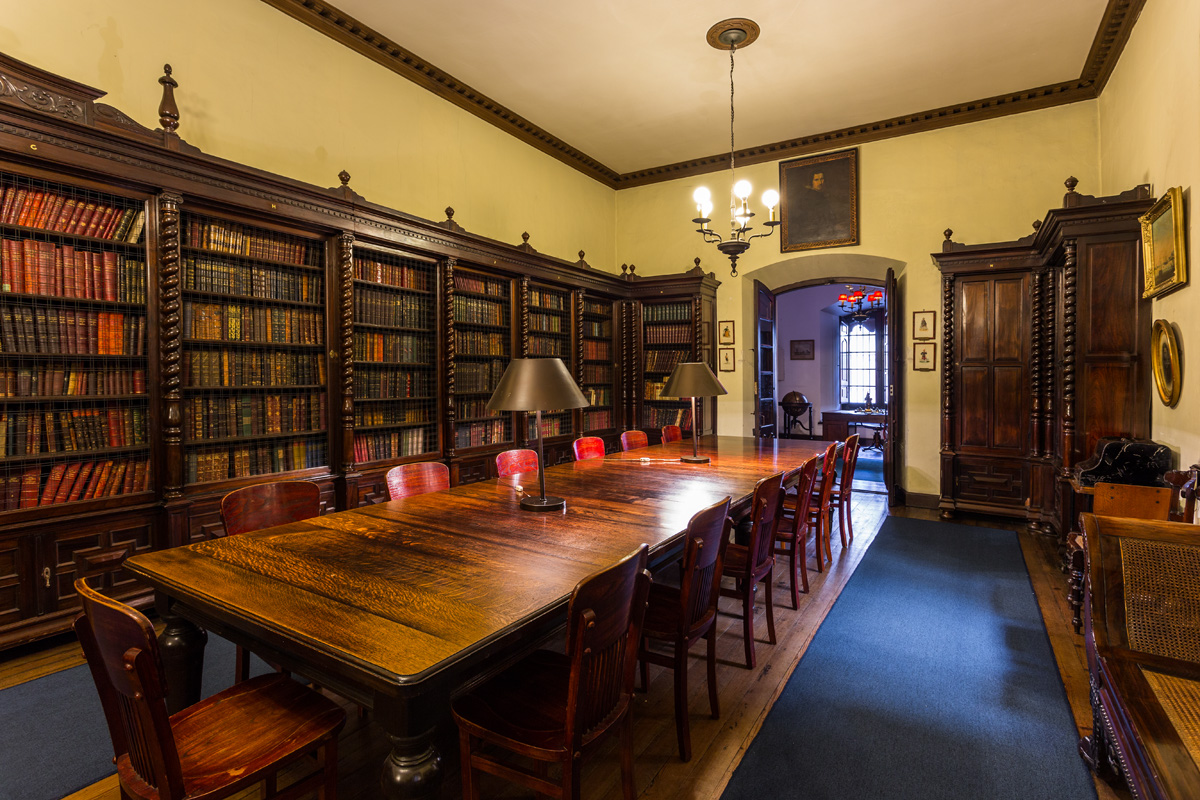
Biblioteca

## Historia
La construcción, con las características generales que presenta al día de hoy, data de 1783 cuando el comerciante Manuel Cipriano de Mello y Meneses encarga la construcción del edificio de dos plantas. Luego de su muerte en 1813 la propiedad pasa a manos de Delfina María Da Silva, descendiente de la esposa de De Mello.
El 25 de agosto de 1830 la vivienda es adquirida por el General Juan Antonio Lavalleja, gobernador Provisorio del Estado Oriental, y es as allí donde residirá junto a su esposa e hijos hasta su fallecimiento en 1853.
La vivienda se conserva en manos de los descendientes del General Juan Antonio Lavalleja, hasta el año 1941 cuando es cedida al Estado.
A partir de la recepción del bien por parte del Estado se crea una Comisión Honoraria, presidida por el Arquitecto General Alfredo Campos e integrada por el Arquitecto Francisco Lasala y el Profesor Juan Pivel Devoto para instalar en la vivienda una sección del Museo Histórico Nacional, procurando “devolverle al histórico monumento su carácter primitivo”.

### Museo Histórico Nacional
La Casa de Lavalleja se abre al público como una de las sedes del Museo Histórico Nacional el 12 de octubre de 1942. Posteriormente es cerrada temporalmente al público debido a una afectación de la tirantería de madera de los techos. Los trabajos de reparación son realizados por el  Ministerio de Obras Públicas entre 1959 y 1964, reabriendo al público en octubre de 1964.
En el año 1975 el edificio se declara Monumento Histórico Nacional.
En el año 2002 se apuntala la galería del primer patio y sus salas de exposiciones son cerradas al público, manteniéndose en funcionamiento la biblioteca y archivo Pablo Blanco Acevedo y la Colección de Manuscritos del Museo.
En 2009 comienzan las obras de recuperación del edificio, realizando Ia reparación de cubiertas de las galerías de primer patio, cielorrasos de madera de las galerías del segundo patio, revoques y pintura en general y recuperación integral de la fachada.
En diciembre de 2016 se reabren al público las salas de exposición.

## Descripción del edificio

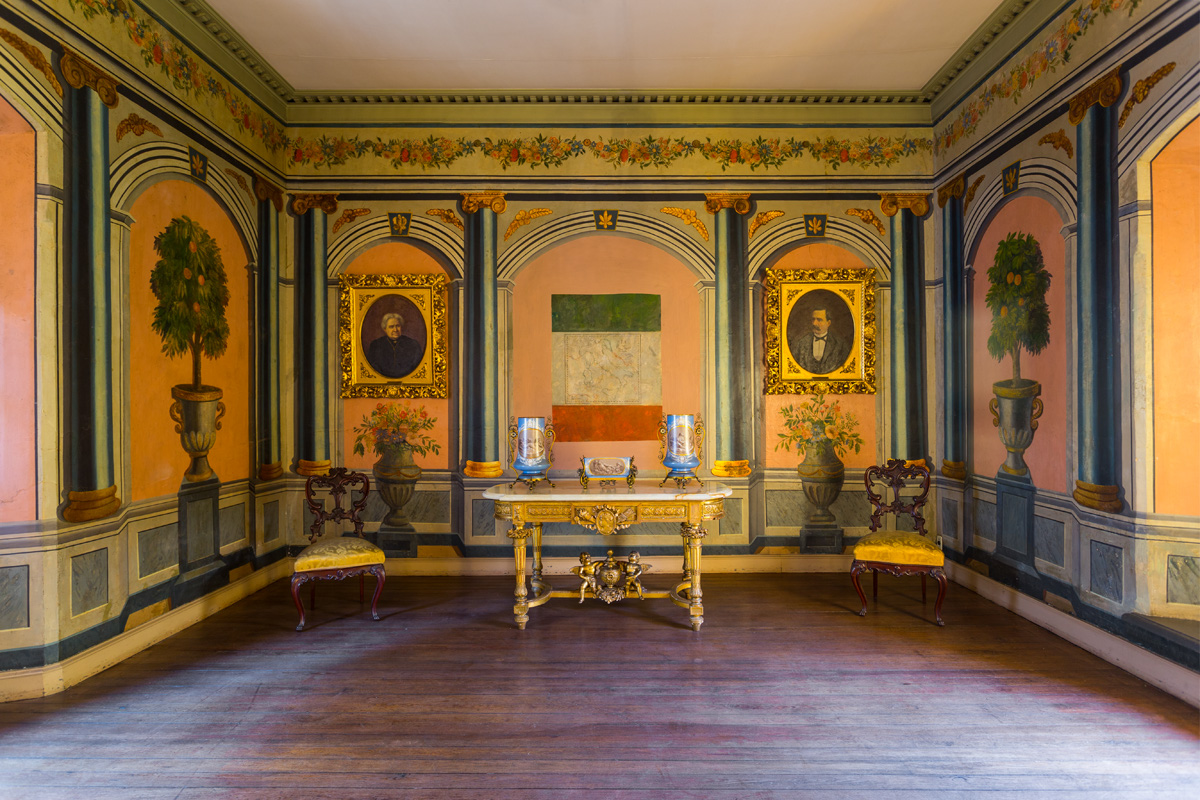

La vivienda es uno de los pocos ejemplos de casas coloniales que se conservan en Montevideo. El edificio se estructura en dos niveles, en torno a dos patios abiertos. Su carpintería, rejas, pisos y revestimientos mantienen la esencia de sus espacios originales. La fachada casi carente de decoración, característica del período colonial -reducida a pilastras lisas y la herrería de los balcones-, presenta aberturas con arcos escarzanos y guardapolvos curvos.

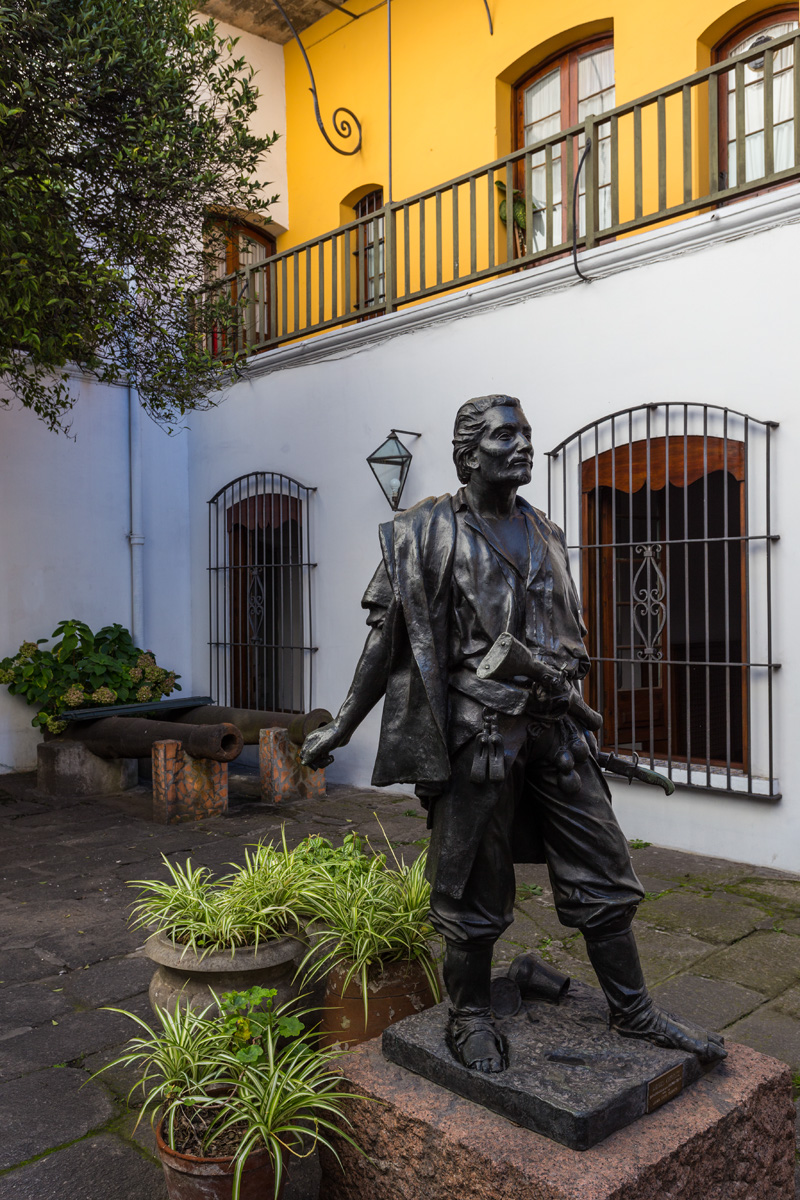
Patio de la Casa

En el permiso de construcción y reforma del año 1919 se observan modificaciones de la vivienda original, como el cegado de algunas aberturas y eliminación de una galería cubierta en el segundo patio, destinando la planta baja para dos locales comerciales y la planta alta para vivienda. Dichas modificaciones no son de mayor impacto en cuanto a la tipología, no revirtiéndose en su totalidad al momento de adaptar el edificio a museo.
La reforma realizada en 1941 se basa en muchos de los documentos históricos que se recopilan (título de propiedad, fotografías, testimonios) y el criterio de la Comisión Honoraria se centra en conservar y recuperar aquellos elementos de época que caracterizan al edificio, como ser rejas, ménsulas, puertas, ventanas y baldosas.
Es en el proceso de esta minuciosa obra que se descubren bajo sucesivas capas de empapelado, las antiguas pinturas murales y el mapa de Italia que hasta el día de hoy decoran la sala de fiestas ubicada al frente en la planta alta. La restauración de estas pinturas la realiza inicialmente Miguel Benzo, completando el trabajo en 1964 Piero Bernini.
La preservación de este edificio con sus características originales, genera un aporte de altísimo nivel al entorno y trama urbana, en especial en cuanto al testimonio de una tipología estructurada en base a patios, propia del período colonial.

## Usos y actividades
Al día de hoy la casa se encuentra abierta, contando con exposiciones temporales en la planta alta y “Bien criollo, la colección de Roberto Bouton” en la sala de planta baja que fuera ampliada hacia 1919 absorbiendo la galería abierta del segundo patio.
En esta casa se encuentra además la biblioteca y archivo del Doctor Pablo Blanco Acevedo y la colección de manuscritos del Museo Histórico Nacional.